# Andrea Martin
Andrea Martin (Portland (Maine), 15 januari 1947) is een Amerikaans actrice.
Hoewel Martin werd geboren in Portland, brak ze door in de Canadese filmindustrie. Zo was ze te zien in 1974 in de slasher Black Christmas.
Twee jaar later werd Martin lid van SCTV. Ze was te zien naast, in die tijd onbekende, John Candy, Rick Moranis, Eugene Levy, Catherine O'Hara en Harold Ramis. Ze werd bekend als comédienne.
In de jaren 90 was Martin vooral te zien in televisiefilms en kreeg een Broadway-debuut in 1992, toen ze een rol kreeg in My Favorite Year.
Martin verleent haar stemmen ook regelmatig voor films en televisieseries, waaronder Anastasia, The Simpsons, The Wild Thornberrys, The Rugrats Movie, The Secret of NIMH 2: Timmy to the Rescue, Bartok the Magnificent, Sesamstraat, Recess: School's Out, Jimmy Neutron: Boy Genius, Kim Possible en Brother Bear 2.
Tevens was ze in verscheidene succesvolle films te zien, waaronder Club Paradise, Innerspace, All I Want for Christmas, Bogus, Wag the Dog, Loser, Hedwig and the Angry Inch, All Over the Guy, My Big Fat Greek Wedding, New York Minute, The Producers en How to Eat Fried Worms.
Ze was in 2006 te zien in de remake van Black Christmas, Black Christmas. Ze was ook in de originele film te zien.
- Biblioteca Nacional de España: XX4429481
- Bibliothèque nationale de France: cb145146906 (data)
- International Standard Name Identifier: 0000 0003 6961 2454
- Library of Congress Control Number: no97054724
- MusicBrainz: b57bd75b-9af9-41ac-9605-93e84caac6e0
- Nationale Bibliotheek van Israël: 987007457062905171
- SNAC: w6d22jjs
- Virtual International Authority File: 161795871
- WorldCat: E39PBJfx6Yx8xPGfdfmvBM6kDq